# Tongeia thyestes
Tongeia thyestes är en fjärilsart som beskrevs av Hans Fruhstorfer 1924. Tongeia thyestes ingår i släktet Tongeia och familjen juvelvingar. Inga underarter finns listade i Catalogue of Life.